# Aleiodes radialis
Aleiodes radialis är en stekelart som först beskrevs av Vladimir Ivanovich Tobias 1972.  Aleiodes radialis ingår i släktet Aleiodes och familjen bracksteklar. Inga underarter finns listade i Catalogue of Life.